# Меркише-Хайде
Меркише-Хайде (нем. Märkische Heide) — община в Германии, в земле Бранденбург.
Входит в состав района Даме-Шпревальд. Занимает площадь 210,09 км².
Коммуна подразделяется на 17 сельских округов.
Официальным языком в населённом пункте, помимо немецкого, является лужицкий.

## Население
| Год  | Население |
| ---- | --------- |
| 1990 | 5 134     |
| 1995 | 4 989     |
| 2000 | 4 980     |
| 2005 | 4 760     |
| 2010 | 4 313     |
| 2015 | 3 954     |
| 2020 | 3 904     |